# 土卫三十三
土卫三十三（帕勒涅，Pallene，希腊文：Παλλήνη）是环绕土星运行的一颗卫星，运行轨道位于土卫一与土卫二之间。在卡西尼-惠更斯号任务期间，于2004年6月由卡西尼图像组（Cassini Imaging Team）首先发现，先前临时编号为S/2004 S 2。它以希腊神话中巨人阿尔库俄纽斯的女儿、阿尔库俄尼得斯（Alkyonides）七姐妹之一的帕勒涅命名。实际上，早在1981年8月23日旅行者2号就曾拍到一张包含土卫三十三的照片，并将其临时编号为S/1981 S 14。但由于只此一张照片，当时还无法计算出它的轨道。
土卫三十三受到比它大得多的土卫二产生的轨道共振影响，但不像土卫一对土卫三十二的影响那么明显。